# 羅西采

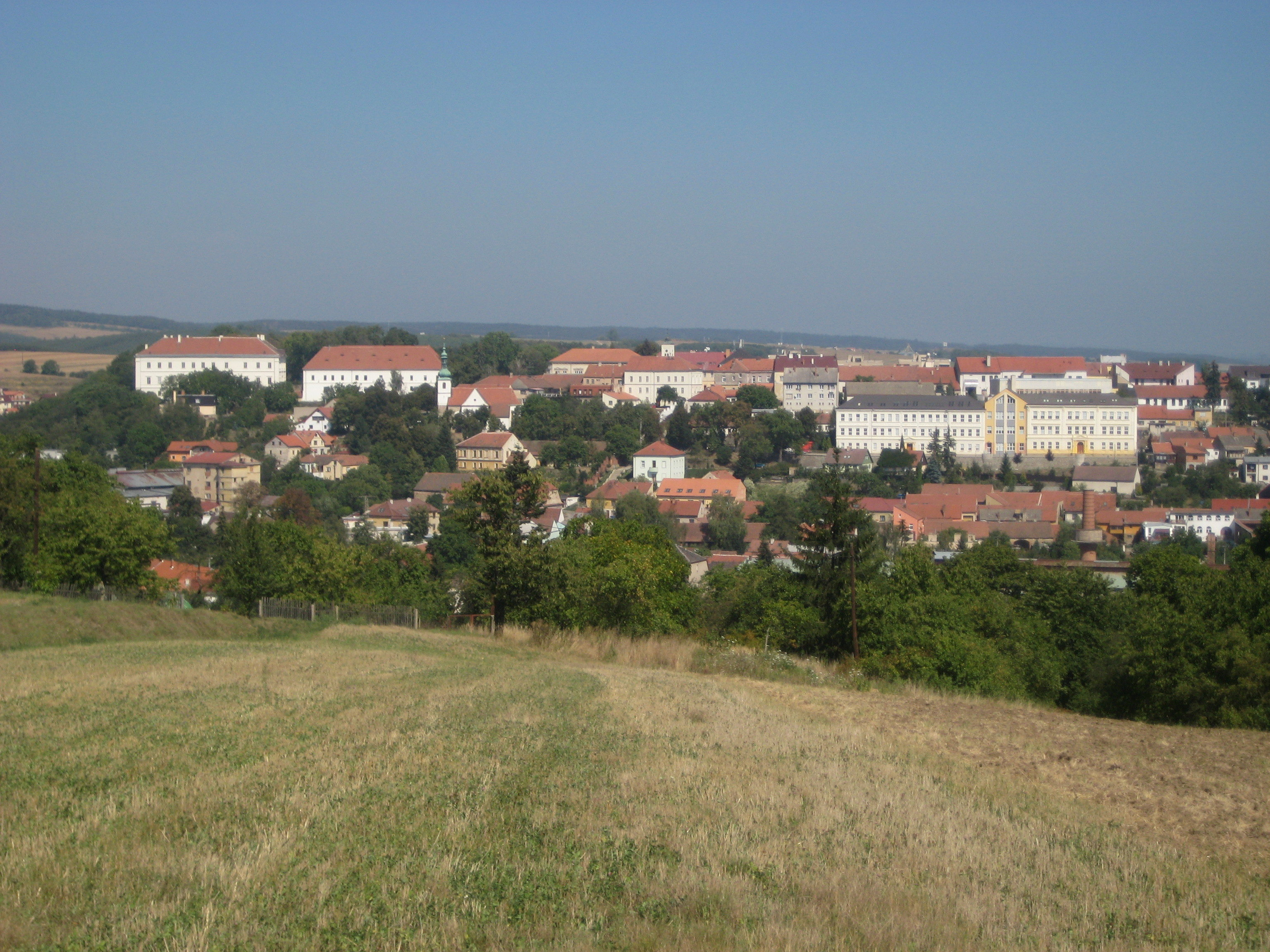

羅西采是捷克的城鎮，位於該國東南部，距離首府布爾諾16公里，由南摩拉維亞州負責管轄，面積12.74平方公里，該鎮附近有多個煤礦場，2009年人口5,504。

## 外部連結
- Municipal website （页面存档备份，存于） (in Czech)
- Preview the current cadastral map ČÚZK （页面存档备份，存于）